# Exoprosopa conochila
Exoprosopa conochila är en tvåvingeart som beskrevs av Mario Bezzi 1924. Exoprosopa conochila ingår i släktet Exoprosopa och familjen svävflugor.
Artens utbredningsområde är Sudan. Inga underarter finns listade i Catalogue of Life.